# Liste der Baudenkmäler in Althegnenberg

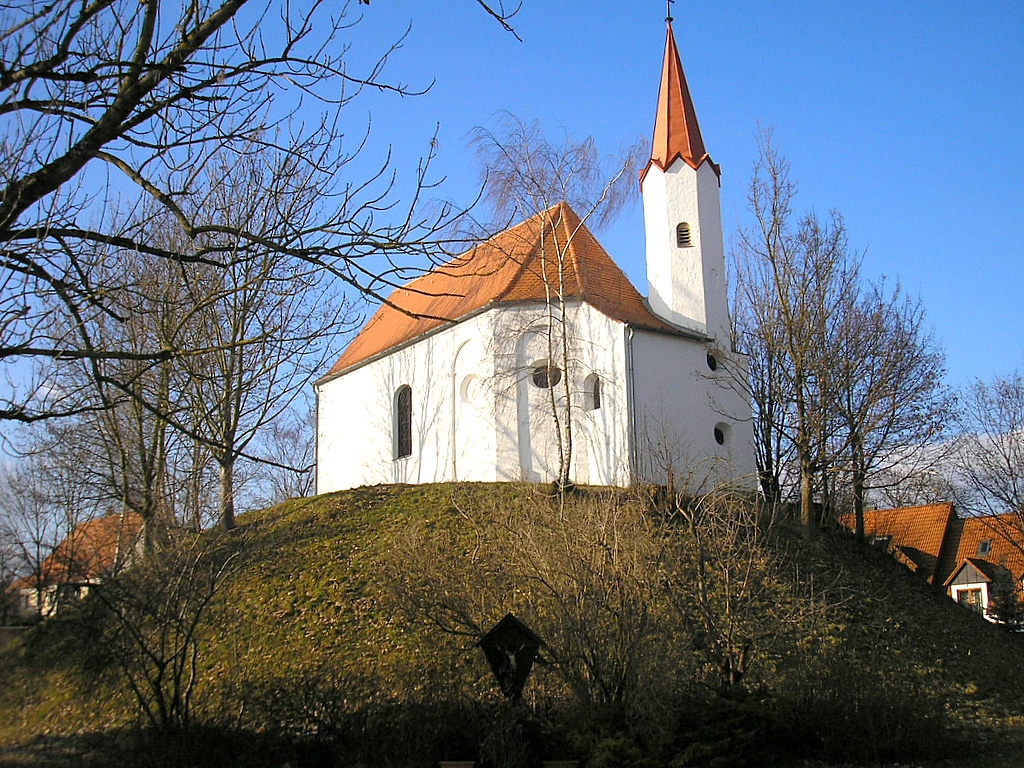
Evangelisch-lutherische Bergkapelle auf dem Burgstall

Auf dieser Seite sind die Baudenkmäler in der oberbayerischen Gemeinde Althegnenberg zusammengestellt. Diese Tabelle ist eine Teilliste der Liste der Baudenkmäler in Bayern. Grundlage ist die Bayerische Denkmalliste, die auf Basis des Bayerischen Denkmalschutzgesetzes vom 1. Oktober 1973 erstmals erstellt wurde und seither durch das Bayerische Landesamt für Denkmalpflege geführt wird. Die folgenden Angaben ersetzen nicht die rechtsverbindliche Auskunft der Denkmalschutzbehörde.

## Baudenkmäler nach Ortsteilen

### Althegnenberg
| Lage                            | Objekt                                                                           | Beschreibung | Akten-Nr.             | Bild                                                  |
| ------------------------------- | -------------------------------------------------------------------------------- | --- | --------------------- | ----------------------------------------------------- |
| Augsburger Straße 12 (Standort) | Landhaus mit Arztpraxis                                                          | erdgeschossiger Fertighausbau aus Holz mit ausladendem Satteldach, hohem Kniestock, Veranda, Giebellaube und polygonalem Eckerker, auf massivem Sockelgeschoss, im Heimatstil, 1928                                                                        | D-1-79-114-18         | BW                                                    |
| Bahnhofstraße 5 (Standort)      | Ehemaliges Forsthaus des Oberjägers von Hofhegnenberg                            | Zweigeschossiger Putzbau mit Satteldach und flachem Mittelrisalit, 1865, Fassadengestaltung Anfang 20. Jahrhundert; Nebengebäude, erdgeschossiger Satteldachbau, gleichzeitig; Einfriedung mit Einfahrtstor, gusseisern, um 1900/1910.                     | D-1-79-114-6 Wikidata | Ehemaliges Forsthaus des Oberjägers von Hofhegnenberg |
| Hochdorfer Straße 1 (Standort)  | Pfarrhaus                                                                        | Zweigeschossiger barocker Putzbau mit steilem Satteldach, 1768. | D-1-79-114-1 Wikidata | Pfarrhaus                                             |
| Münchner Straße 3 (Standort)    | Katholische Pfarrkirche St. Johannes der Täufer                                  | Saalkirche mit eingezogener Apsis, angefügter Sakristei und südlichem Flankenturm, Neubau von Thomas Wechs, 1938, Turmuntergeschoss vom mittelalterlichen Vorgängerbau; mit Ausstattung.                                                                   | D-1-79-114-2          | weitere Bilder                                        |
| Münchner Straße 4 (Standort)    | Bauernhaus des Dreiseithofes                                                     | Zweigeschossiger Putzbau mit Satteldach und Figurennische mit barocker Madonnenfigur, erste Hälfte 19. Jahrhundert. | D-1-79-114-8 Wikidata | Bauernhaus des Dreiseithofes                          |
| Münchner Straße 5 (Standort)    | Bauernhaus des Dreiseithofes, sogenannter Jackerbauer                            | Zweigeschossiges Wohnstallhaus mit Putzgliederung und Satteldach, 18. Jahrhundert; ehemaliges Austragshaus mit Backhaus, zweigeschossiger Putzbau, frühes 19. Jahrhundert.                                                                                 | D-1-79-114-7 Wikidata | Bauernhaus des Dreiseithofes, sogenannter Jackerbauer |
| Oberdorfer Straße 3 (Standort)  | Ehemalige Wallfahrtskapelle St. Maria, jetzt evangelisch-lutherische Bergkapelle | Oktogonaler Zentralbau mit Erweiterungen nach Osten und Westen sowie schlankem Nordturm auf einem künstlichen Hügel der ehemaligen Burg der Herren von Hegnenberg, von Jobst Moosbrugger, 1676, Erweiterungen 1762/63, Umgestaltung 1883; mit Ausstattung. | D-1-79-114-3          | weitere Bilder                                        |
| Schmiedgasse (Standort)         | Ehemalige Schmiede                                                               | Erdgeschossige Anlage mit Zwerchhaus, um 1910; mit Ausstattung. | D-1-79-114-9 Wikidata | Ehemalige Schmiede                                    |

### Hörbach
| Lage                                | Objekt                                         | Beschreibung | Akten-Nr.              | Bild           |
| ----------------------------------- | ---------------------------------------------- | --- | ---------------------- | -------------- |
| Althegnenberger Straße 2 (Standort) | Katholische Pfarrkirche St. Andreas            | Im Kern romanischer Saalbau mit Polygonalchor und Südturm mit Spindelhelm, 12./13. Jahrhundert, spätgotisch und 1718/19 barock umgebaut, 1909 erweitert; mit Ausstattung. | D-1-79-114-4           | weitere Bilder |
| Luttenwanger Straße 2 a (Standort)  | Ehemaliges Bauernhaus, genannt „Beim Schmied“  | Zweigeschossiger Einfirsthof mit Satteldach und Putzgliederung, vor 1861; Nebengebäude, erdgeschossiger Satteldachbau, gleichzeitig.                                      | D-1-79-114-10 Wikidata | BW             |
| Luttenwanger Straße 11 (Standort)   | Ehemaliges Bauernhaus                          | Zweigeschossiger Wohnstallbau mit Satteldach und Putzgliederungen, 1856.                                                                                                  | D-1-79-114-11 Wikidata | BW             |
| Sandbrunnenstraße 3 (Standort)      | Ehemaliges Weberanwesen, genannt „Beim Keller“ | Zweigeschossiger Wohnstallbau mit Satteldach, 1865 erbaut, Umbau 1895; Nebengebäude, massiver Stallstadel mit angebautem Holzverschlag, 1891.                             | D-1-79-114-13 Wikidata | BW             |

### Lindenhof
| Lage                      | Objekt      | Beschreibung                                                                                         | Akten-Nr.             | Bild |
| ------------------------- | ----------- | --- | --------------------- | ---- |
| Lindenhof 1, 2 (Standort) | Feldkapelle | Kleiner Putzbau mit zweiseitig geschlossenem Chor und profiliertem Traufband, bezeichnet mit „1806“. | D-1-79-114-5 Wikidata | BW   |

## Ehemalige Baudenkmäler
In diesem Abschnitt sind Objekte aufgeführt, die früher einmal in der Denkmalliste eingetragen waren, jetzt aber nicht mehr. Objekte, die in anderem Zusammenhang also z. B. als Teil eines Baudenkmals weiter eingetragen sind, sollen hier nicht aufgeführt werden. Aktennummern in diesem Abschnitt sind ehemalige, jetzt nicht mehr gültige Aktennummern.

| Lage                                   | Objekt                          | Beschreibung                                      | Akten-Nr.              | Bild |
| -------------------------------------- | ------------------------------- | ------------------------------------------------- | ---------------------- | ---- |
| Hörbach Sandbrunnenstraße 1 (Standort) | Bauernhof Beim Beck, Bauernhaus | Erdgeschossiges Wohnhaus, Anfang 19. Jahrhundert. | D-1-79-114-12 Wikidata | BW   |